# Confederação Europeia de Voleibol
A Confederação Europeia de Voleibol (em francês: Confédération Européenne de Volleyball - CEV), também conhecida pela acrônimo CEV, é a entidade que regula o esporte do voleibol na Europa. Tem sede na cidade do Luxemburgo, capital do Luxemburgo.

## Perfil
Embora a CEV só tenha sido formada em 21 de outubro de 1963, o voleibol já era um esporte popular na Europa desde antes da Segunda Guerra Mundial. A maior parte dos times que participaram do congresso que levou à fundação da FIVB em 1947 era deste continente. Na verdade, a própria iniciativa de organizar uma entidade internacional para regular a prática do esporte parece ter partido originariamente de federações europeias.
O voleibol foi criado nos Estados Unidos, mas tornou-se pela primeira vez extremamente popular no leste europeu, após ter sido trazido para a região pelos soldados americanos que lutaram na Primeira Guerra Mundial. Em torno da metade do século XX, esta modalidade esportiva já tinha se espalhado também pelo restante do continente. Muitas técnicas e táticas comuns no voleibol moderno foram supostamente introduzidas por times europeus. Entre outras, são dignos de nota: bloqueio (Checoslováquia, 1938); deslocamento do levantador, que terminou levando ao estabelecimento do assim chamado "sistema 5-1" (URSS, 1949); recepção de manchete (Checoslováquia, 1958); e ataque do fundo (Polônia, 1974).
Esta longa tradição no esporte pode ter contribuído para o tamanho da estrutura administrativa empregada pela CEV, quase tão grande e abrangente quanto a da própria FIVB. Ela é a maior dentre todas as confederações continentais de voleibol, e a que organiza o maior número de competições anuais. Sua sede localiza-se na capital de Luxemburgo.
Como autoridade máxima de voleibol na Europa e representante de suas federações nacionais afiliadas junto à FIVB, a CEV organiza competições de relevância continental tais como o importante Campeonato Europeu (primeira edição, 1948), a Copa da CEV, a Liga Europeia e a BCV Volleymasters. Participa na organização de qualificatórias para torneios importantes, tais como os Jogos Olímpicos e o Campeonato Mundial, e de eventos sediados por uma de suas federações afiliadas. 

## Times
A Europa é considerada o continente mais forte em termos de voleibol. A CEV dispõe usualmente de mais vagas em torneios internacionais do que qualquer outra confederação. A Rússia, que herdou boa parte dos atletas e técnicos da antiga União Soviética, tem possivelmente o programa mais estável de voleibol, e consequentemente equipes competitivas tanto no masculino quanto no feminino. O mesmo se pode dizer da Itália, embora o voleibol feminino só tenha se desenvolvido plenamente neste país na última década. Dentre as maiores potências do voleibol masculino deve-se mencionar a Polônia.
Atualmente, a Sérvia, herdeira da Iugoslávia, a França e a Alemanha também devem ser consideradas forças respeitáveis do voleibol masculino no continente. Em um nível ligeiramente inferior, poder-se-ia mencionar igualmente alguns outros times com uma certa tradição na modalidade, tais como Bulgária e Países Baixos; e, em um nível bem mais inferior, mas ainda com chances de ocasionalmente causar problemas a equipes mais fortes figuram Bélgica, República Tcheca, Portugal, e os emergentes Eslovênia e Turquia.
A competição está mais equilibrada no que diz respeito ao voleibol feminino. Rússia e Itália que durante os últimos anos não eram ameaçadas por outros times veem o crescimento de Sérvia e Turquia. Além destas duas equipes, apenas a Alemanha, os Países Baixos e a Bulgária podem ser considerados integrantes da elite europeia. Mais abaixo encontram-se países como Polônia, Azerbaijão e Bélgica, que tem potencial para surpreender.

## Federações afiliadas
Até 2004, as seguintes federações nacionais afiliaram-se à CEV:
| Código | País                 | Federação                                             |
| ------ | -------------------- | ----------------------------------------------------- |
| ALB    | Albânia              | Fédération Albanaise de Volleyball                    |
| GER    | Alemanha             | Deutscher Volleyball Verband                          |
| AND    | Andorra              | Federació Andorrana de Voleibol                       |
| ARM    | Armênia              | Fédération de Volleyball de la Republique d'Armenie   |
| AUT    | Áustria              | Österreichischer Volleyball Verband                   |
| AZE    | Azerbaijão           | Azerbaycan Voleybol Federasiyasi                      |
| BEL    | Bélgica              | Fédération Royale Belge de Volleyball                 |
| BLR    | Bielorrússia         | Bielorusskaia Federatsija Volejbola                   |
| BIH    | Bósnia e Herzegovina | Volleyball Federation of Bosnia-Herzegovina *         |
| BUL    | Bulgária             | Bulgarska Federatsiya Volejbol                        |
| CRO    | Croácia              | Hrvatski Odbojkaski Savez                             |
| CYP    | Chipre               | Cyprus Volleyball Association *                       |
| DEN    | Dinamarca            | Dansk Volleyball Forbund                              |
| SCO    | Escócia              | Scottish Volleyball Association                       |
| SVK    | Eslováquia           | Slovenská Volejbalová Federácia                       |
| SLO    | Eslovênia            | Odbojkarska Zveza Slovenije                           |
| ESP    | Espanha              | Real Federación Española de Voleibol                  |
| EST    | Estônia              | Eesti Võrkpalli Liit                                  |
| FER    | Ilhas Faroé          | Flogbóltssamband Føroya                               |
| ENG    | Inglaterra           | England Volleyball Association                        |
| FIN    | Finlândia            | Suomen Lentopalloliitto F. Y.                         |
| FRA    | França               | Fédération Française de Volleyball                    |
| GEO    | Geórgia              | Georgian Volleyball Federation *                      |
| GIB    | Gibraltar            | Gibraltar Volleyball Association                      |
| GRE    | Grécia               | Elliniki Omospondia Petosferiseos                     |
| GRL    | Groenlândia          | Kalaallit Nunaanni Volleyballertartut Kattuffiat      |
| HUN    | Hungria              | Magyar Roplabda Szovetseg                             |
| IRL    | Irlanda              | Volleyball Association of Ireland                     |
| NIR    | Irlanda do Norte     | Northern Ireland Volleyball Association               |
| ISL    | Islândia             | Blaksamband Íslands                                   |
| ISR    | Israel               | Igud HaKadur'af BeIsrael                              |
| ITA    | Itália               | Federazione Italiana Pallavolo                        |
| LAT    | Letónia              | Latvijas Volejbola Federâcija                         |
| LIE    | Liechtenstein        | Liechtensteiner Volleyball Verband                    |
| LTU    | Lituânia             | Lithuanian Volleyball Federation *                    |
| LUX    | Luxemburgo           | Fédération Luxembourgeoise de Volleyball              |
| MKD    | Macedônia do Norte   | Odbojkarska Federatsija Na Makedonija                 |
| MLD    | Moldávia             | Fédération de Volleyball de la Republique de Moldavie |
| MLT    | Malta                | Malta Volleyball Association                          |
| MNE    | Montenegro           | Odbojkaški savez Crne Gore                            |
| MON    | Mônaco               | Fédération Monegasque de Volleyball                   |
| NOR    | Noruega              | Norges Volleyballforbund                              |
| WAL    | País de Gales        | Welsh Volleyball Association                          |
| NED    | Países Baixos        | Nederlandse Volleybal Bond                            |
| POL    | Polônia              | Polski Zwiazek Pilki Siatkowej                        |
| POR    | Portugal             | Federação Portuguesa de Voleibol                      |
| CZE    | República Checa      | Český Volejbalový Svaz                                |
| ROM    | Romênia              | Federatia Romania de Volei                            |
| RUS    | Rússia               | Vserossijskaya Federatsiya Volejbola                  |
| SRB    | Sérvia               | Odbojkaški Savez Srbije I Crne Gore                   |
| SMR    | San Marino           | Federazione Sammarinese Pallavolo                     |
| SUI    | Suíça                | Swiss Volley                                          |
| SWE    | Suécia               | Svenska Volleybollförbundet                           |
| TUR    | Turquia              | Turkiye Voleybol Federasyonu                          |
| UKR    | Ucrânia              | Ukrainian Volleyball Federation *                     |
|        |                      |                                                       |

## Campeonatos
A Confederação Europeia de Voleibol organiza a cada dois anos campeonatos para várias categorias, entre elas: adultos (masculino e feminino), sub-21 e sub-19 (masculino) e sub-20 e sub-18 (feminino). A Rússia é o país com maior êxito em todas as categorias, seguida da Itália com grande destaque, e posteriormente Polônia e Sérvia. A França e a Bulgária se destacam mais nas categorias masculinas, enquanto Turquia e Alemanha nas femininas. 
Atualmente o campeonato adulto, nas edições após Olimpíadas, garante ao campeão uma vaga na Copa dos Campeões de Voleibol, enquanto nas edições após Campeonato Mundial, dá pontos no ranking que é condição para classificar as duas melhores seleções do continente para a  Copa do Mundo de Voleibol. Os campeonatos das categorias de base sub-21 e sub-20 determinam as equipes que jogarão o classificatório para o Campeonato Mundial das categorias, já nas categorias sub-19 e sub-18 garante aos seis primeiros colocados vagas no torneio mundial. 

### Campeonatos Europeus

#### Quadro geral de Campeonatos Europeus
| Ordem | País              | Medalha de ouro | Medalha de prata | Medalha de bronze | Total |
| ----- | ----------------- | --------------- | ---------------- | ----------------- | ----- |
| 1     | Rússia            | 78              | 14               | 15                | 107   |
| 2     | Itália            | 26              | 25               | 17                | 68    |
| 3     | Polônia           | 9               | 16               | 22                | 47    |
| 4     | Sérvia            | 8               | 11               | 15                | 34    |
| 5     | Tchéquia          | 6               | 18               | 14                | 38    |
| 6     | França            | 5               | 10               | 5                 | 20    |
| 7     | Turquia           | 4               | 3                | 11                | 18    |
| 8     | Bulgária          | 2               | 9                | 11                | 22    |
| 9     | Alemanha          | 2               | 7                | 7                 | 16    |
| 10    | Alemanha Oriental | 2               | 7                | 6                 | 15    |
| 11    | Países Baixos     | 2               | 7                | 3                 | 12    |
| 12    | Croácia           | 1               | 5                | 0                 | 6     |
| 13    | Romênia           | 1               | 4                | 5                 | 10    |
| 14    | Eslovênia         | 1               | 4                | 0                 | 5     |
| 15    | Espanha           | 1               | 2                | 0                 | 3     |
| 16    | Bélgica           | 1               | 1                | 7                 | 9     |
| 17    | Hungria           | 0               | 2                | 4                 | 6     |
| 18    | Grécia            | 0               | 1                | 1                 | 2     |
| 19    | Suécia            | 0               | 1                | 0                 | 1     |
| 20    | Bielorrússia      | 0               | 0                | 4                 | 4     |
| 21    | Eslováquia        | 0               | 0                | 1                 | 1     |

### Ligas Europeias
Atualmente, a Liga Europeia de Voleibol é um torneio anual realizado pela Confederação Europeia de Voleibol para equipes que não participam da Liga das Nações de Voleibol Masculino e/ou Liga das Nações de Voleibol Feminino, com o objetivo de possibilitar a participação desses times em um torneio anual. Desde 2018, é dividida em duas divisões (Ouro e Prata), com rebaixamento e promoção - os dois melhores colocados ao final da Liga Ouro classificam-se à Challenger Cup de Voleibol Masculino e/ou à Challenger Cup de Voleibol Feminino.

#### Quadro geral de Ligas Europeias
| Ordem | País               | Medalha de ouro | Medalha de prata | Medalha de bronze | Total |
| ----- | ------------------ | --------------- | ---------------- | ----------------- | ----- |
| 1     | Chéquia            | 3               | 1                | 2                 | 6     |
| 2     | Sérvia             | 3               | 0                | 1                 | 4     |
| 3     | Turquia            | 2               | 4                | 4                 | 10    |
| 4     | Países Baixos      | 2               | 1                | 2                 | 5     |
| 5     | Eslováquia         | 2               | 1                | 1                 | 4     |
| 6     | Alemanha           | 2               | 1                | 0                 | 3     |
| 7     | Estónia            | 2               | 0                | 0                 | 2     |
| 7     | Roménia            | 2               | 0                | 0                 | 2     |
| 7     | Ucrânia            | 2               | 0                | 0                 | 2     |
| 10    | Espanha            | 1               | 3                | 3                 | 7     |
| 11    | Croácia            | 1               | 3                | 0                 | 4     |
| 12    | Bulgária           | 1               | 2                | 3                 | 6     |
| 13    | Eslovênia          | 1               | 1                | 3                 | 5     |
| 14    | Portugal           | 1               | 1                | 1                 | 3     |
| 15    | Bélgica            | 1               | 1                | 0                 | 2     |
| 15    | Hungria            | 1               | 1                | 0                 | 2     |
| 15    | Rússia             | 1               | 1                | 0                 | 2     |
| 18    | Suécia             | 1               | 0                | 1                 | 2     |
| 19    | Azerbaijão         | 1               | 0                | 0                 | 1     |
| 19    | Montenegro         | 1               | 0                | 0                 | 1     |
| 21    | Macedônia do Norte | 0               | 3                | 0                 | 3     |
| 22    | Grécia             | 0               | 2                | 2                 | 4     |
| 23    | Bielorrússia       | 0               | 2                | 1                 | 3     |
| 24    | Finlândia          | 0               | 2                | 0                 | 2     |
| 25    | Áustria            | 0               | 1                | 2                 | 3     |
| 26    | Polónia            | 0               | 0                | 2                 | 2     |
| 27    | Albânia            | 0               | 0                | 1                 | 1     |
| 27    | Israel             | 0               | 0                | 1                 | 1     |
| 27    | Letônia            | 0               | 0                | 1                 | 1     |

## Outras competições
- Campeonato Europeu de Estados Pequenos de Voleibol Masculino
- Campeonato Europeu de Estados Pequenos de Voleibol Feminino